# Jean-Baptiste Duvernoy

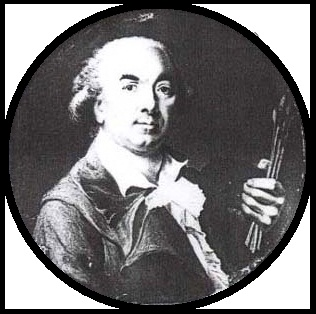
Porträtt av Duvernoy.

Jean-Baptiste Duvernoy, född omkring 1802, död omkring 1880, var en fransk pianist och kompositör under romantiken.
Duvernoy var i Paris professor vid musikkonservatoriet, titulär organist vid Panthéon och pianolärare. Han utgav pianokompositioner för dilettanter samt några etydverk, av vilka kan nämnas École du mécanisme och École primaire du pianiste. Hans etyder är idag ofta använda som fingerövningar.